# Arpeggio
Arpeggio är ett musikaliskt spelsätt som innebär att ackord bryts, det vill säga spelas (eller sjungs) ton för ton istället för att spela alla toner i ackordet samtidigt.
Att spela arpeggion – liksom skalor – är en vanlig etyd (övning) för de flesta musikinstrument.
Många gitarrister och basister spelar arpeggion över många oktaver, fram och tillbaka över hela instrumentets hals, för att öva att "hitta" rätt på sitt instrument. Det är också vanligt att sångare sjunger arpeggion för att värma upp rösten.

De fyra första takterna ur Beethovens Piano sonata Nr. 14 Quasi una fantasia op. 27 Nr. 2 i ciss-moll ("Månskenssonaten")